# タカイホーマ
タカイホーマは日本の競走馬。
古牡馬チャンピオンのヒカルタカイの妹。1972年、前哨戦クイーンカップを勝ったが桜花賞は出馬せず、オークスの前哨戦カーネーションカップを勝って本命で臨んだ本番は2着に敗れた。それでも中央競馬の4歳牝馬のなかではトップの評価を受けた。秋にビクトリアカップの前哨線クイーンステークスを勝ち、本命で出走したビクトリアカップのレース中に事故で死亡した。

## 概要
タカイホーマは1972年の中央競馬4歳牝馬のなかでトップクラスの活躍をした。この年は正月から関東地方で大発生した馬インフルエンザの影響で競馬開催の日程が大きくずれこみ、関東の競走は軒並み1ヶ月から2ヶ月遅れ、関西の大レースもそれに合わせて1、2ヶ月ずれこんでいた。タカイホーマは、桜花賞の前哨戦として関東で開催されるクイーンカップを勝ったものの、臨戦態勢が整わず、関西で行われる桜花賞には遠征しなかった。
桜花賞を見送ったタカイホーマは関東に在厩したまま、桜花賞当日に関東で行われるカーネーションカップに勝った。桜花賞優勝のアチーブスターはオークス出走権を有しておらず、他の実績馬も変則スケジュールへの対応に失敗して出走をあきらめた。その結果、タカイホーマは距離適性に疑問符がつきつつも、オークスで本命視されることになった。しかしオークスでは最後の直線で先頭に立つ場面もあったものの、2着に敗れた。
敗れたとは言え、安定して上位の成績を残してきたタカイホーマはこの世代の「No1」とみなされるようになった。秋はクイーンステークスを勝ち、4歳牝馬にとっての最後の大レース、ビクトリアカップに本命で出走した。ところが、このレースの途中で両前脚を完全脱臼するアクシデントがあり、落馬して転倒した。そのはずみで折れた骨が心臓に刺さってしまい、失血死した。

## 血統背景
タカイホーマは、「おそらく地方競馬の史上最強馬（山野浩一）」と評されたヒカルタカイの妹として生まれた。ヒカルタカイは1966年（昭和41年）に大井競馬場（東京都）で3歳チャンピオンになり、翌1967年（昭和42年）には羽田盃、東京ダービー、東京王冠賞を制して大井競馬場史上初の三冠馬となった。1968年（昭和43年）に中央入りすると、京都競馬場の天皇賞（春）を大差で圧勝、続く宝塚記念もレコード勝ちをおさめた。それっきり全休したにもかかわらず、この年の古馬チャンピオンに選出された。タカイホーマが誕生したのはその翌春、1969年（昭和44年）のことである。
ヒカルタカイの父馬は、地方競馬で主流のダートコースに実績をもつ米国ダート血統のリンボーだった。これに対し、タカイホーマの父はヨーロッパの芝コース、それも「スプリンタータイプ」のグレイソヴリン系のスパニッシュイクスプレスにかわった。
母の系統をさかのぼると、戦前の名門、下総御料牧場の基礎輸入牝馬の一頭である種正にたどりつく。その子孫からはトクマサ（日本ダービー優勝）やボストニアン（日本ダービー、皐月賞優勝）を出している牝系である。母の父は中央競馬の初代年度代表馬ハクリョウである。

## 1971年（3歳時）の概況
1971年（昭和47年）の秋に3歳戦でデビューしたタカイホーマは、この年4戦2勝の成績を残している。しかし重賞には出走すらしておらず、新馬戦のあと条件戦を1勝しただけだった。この年のフリーハンデでは、関東馬としては14位、関東の牝馬としては4位、全国の牝馬では6位にランクされている。
この年の3歳戦では、関東と関西でそれぞれ1頭ずつ、図抜けた存在と評される牝馬が登場していた。関東のトクザクラ、関西のシンモエダケである。
関東のトクザクラは、デビューからレコード勝ちを含む3連勝、重賞の京成杯3歳ステークスでは牡馬を相手に後続を7馬身ちぎって勝った。さらに関東の3歳チャンピオン戦朝日杯3歳ステークスも牡馬を負かして優勝し、5戦4勝重賞2勝の戦績でこの年の3歳牝馬チャンピオンに選出された。フリーハンデでも関東では首位、全国でも2位（牝馬としてはシンモエダケと並んで首位）にランク付けされた。
関西のシンモエダケはデビュー戦をレコード勝ちで飾って3連勝、関西の3歳チャンピオンを決める阪神3歳ステークスでは、牡馬のチャンピオンヒデハヤテのレコード勝ちには屈したものの、他の牡馬には譲らず2着になった。関西では「桜花賞候補」と目されており、フリーハンデは関西馬では2位（首位はヒデハヤテ）、牝馬としてはトクザクラと同点で全国首位となった。

## 1972年（4歳時）
4歳春の時点で馬体重480kgから470kg台で出走しており、「牝馬ながら大柄で逞しい」「牡馬並みの馬格」「大柄な体の割に軽快なスプリント」などと評されている。

### 馬インフルエンザと厩務員ストライキで狂ったスケジュール
1971年（昭和46年）の暮れ、競馬界は馬インフルエンザ（流感）に襲われた。日本国内での発症は初めてであり、対策が遅れ、関東地方を中心に2000頭あまりが罹患する大流行となった 。12月には多くの馬が出走ができなくなり、有馬記念でも有力馬が次々と出走取消となった。
翌1972年は、関東の中央競馬開催は年初から全面的に休止となった。関西では競馬の中止には至らなかったものの、栗東のトレーニングセンターは閉鎖された。さらに、この年に結成された厩務員の組合がストライキを決行し、調教ができなくなった。これらの影響で大レースのスケジュールは軒並み乱れ、1ヶ月から2ヶ月遅れで開催されることになった。牝馬のクラシック競走第1弾である桜花賞は通常の4月前半ではなく5月21日に開催、続く優駿牝馬（オークス）は5月半ばではなく7月2日に行うことになった。そしてこれらの大レースの前哨戦となるステップレースは、関西地区では通常通りのスケジュールだが、関東では大幅に遅れることになった。関東の競走馬は調教もろくにできない状態が続き、これらが各馬の調整に大きな影響を及ぼすことになった。関西牝馬の筆頭格、シンモエダケの調教師は当時、次のように述べている。「こちらも、以前の日程にあわせて馬をつくっているんで、狂いが出ていることはたしかです。これは関東でも同じでしょうが、関東では競馬を休み、こっちは競馬をしていた、という違いがあります。これがどう現れるか、ですね。」

### 京成杯
2月末に関東地区でようやく競馬が再開にこぎつけると、本来は1月に行われる京成杯（芝1600メートル）が3月19日に中山競馬場で行われた。この競走には、前年の関西の3歳チャンピオンで5連勝中のヒデハヤテが遠征してきたため、関東の牡馬の一流馬は軒並み出走を回避してしまった 。出走馬はわずか7頭、ヒデハヤテが単勝支持率74％の圧倒的な人気を集めた。7頭の中に牝馬は2頭、タカイホーマとキョウエイグリーンがいた。
5番人気のタカイホーマは序盤こそ2番手につけたものの、まもなく最後方に下がった。3番人気のキョウエイグリーンは、逃げるヒデハヤテと競り合う形で先頭を争う格好になり、1ハロン11秒台から12秒フラットとなるハイペースを作り出した。
第4コーナーをまわって最後の直線に入り、ヒデハヤテがスパートすると簡単に後続を離し、追いかけていたキョウエイグリーンは失速した。ヒデハヤテはゴール前で手綱を抑える余裕があった。それでも関東の有力馬よりも早いタイムで優勝した。キョウエイグリーンは最下位となった。タカイホーマは最後の直線だけで追い込んで4着に入った。タカイホーマの走破タイムは1分36秒7で、牝馬としてはかなり好タイムだった。

### クイーンカップ
桜花賞（芝1600メートル）は4月9日に開催のはずだったが、インフルエンザの影響で5月21日に順延になっていた。本来は関東における桜花賞の前哨戦として2月に行われるクイーンカップ（芝1600メートル）は4月2日に中山競馬場で行われた。
関東の牝馬の中で最強と目されていたトクザクラは、年明け緒戦のオープン競走を楽勝したあと、桜花賞にむけて早めに関西入りしており、クイーンカップには出てこなかった。そのため、クイーンカップの中心は、前走の京成杯で牡馬の最強馬ヒデハヤテと張り合って見せ場を作ったキョウエイグリーンとタカイホーマとなった。
しかし両馬には、不安材料もあった。激戦だった京成杯からレース間隔が短く、疲労や体重減が心配された。特にタカイホーマは京成杯出走時の馬体重が476kgだったのに対し、今回は464kgとかなり馬体が細くなっていた。調教師の仲住は、タカイホーマの食欲が衰えていることを公に認めたうえで、疲労や体重減を考慮し、クイーンカップに出たあとは関西遠征はせず、桜花賞に出走しないことを予定していると述べていた。
これまでタカイホーマは「腰に甘さがある」ために道中は無理せず、最後の直線での追い込みにかける戦法をとっていた。しかしこのクイーンカップでは先行し、逃げ馬を後ろから突っついてハイペースを作り出した。最後の直線に入るとやすやすと抜け出し、2着に5馬身差をつけて圧勝した。この走破タイムは、同日の古馬オープン競走でベルワイドが記録したものを上回っていた。（ベルワイドはこのあと天皇賞（春）に出て逃げ切り勝ちを収めた。）
この勝利の結果、タカイホーマの血統からすると、2400メートルの優駿牝馬（オークス）は距離が長過ぎる懸念があるものの、好走できるのではないか、と期待を集めることになった。

### 5月のカーネーションカップと桜花賞
予定通り、タカイホーマはクイーンカップのあと西下せず、関東に留まった。そして5月21日に中山競馬場のカーネーションカップ（芝1600メートル）に出走し、2着に4馬身差をつけて1分36秒5という好タイムで勝利した。
同日、阪神競馬場では4歳牝馬クラシック競走第一弾の桜花賞が行われた。前年から関西の4歳牝馬のトップと目されていた田之上勲厩舎のシンモエダケは、前哨戦の阪神4歳牝馬特別を制しており、3割近い支持を集めて1番人気になった。関東のトップ牝馬として早めに関西入りしていたトクザクラは2番人気となり、東西のトップ牝馬の直接対決として注目を集めた。関東からはほかにキョウエイグリーンも参加し、3番人気となっていた。
そのキョウエイグリーンがスタートと同時に飛び出し、猛烈なスピードで先頭を奪った。キョウエイグリーンによる2ハロン目のラップは10秒6、3ハロン目が11秒1、4ハロン目が11秒7と、相当なハイペースになった。一般に、桜花賞は前半がハイペースになる「桜花賞ペース」となることが多いとされているが、それでもたいていは4ハロン（800メートル）47秒を切るかどうかという水準である。しかしこの年のキョウエイグリーンのラップタイムは4ハロン46秒1で、「絶対に突っ走ってはいけない（志摩直人）」ほど速く、「壊滅への疾走（志摩直人）」というほどのペースになった。
その結果、先行しながら大外をまわってキョウエイグリーンを中途半端に追いかけた人気各馬は、後半の余力を失ってしまった。大変なハイペースだった前半4ハロンに比べて、後半4ハロンは51秒5と時間がかかった。報知新聞の後藤田正人記者は「あれほど前半と後半の時計の差がひどいレースはなかった」と評した。本来、シンモエダケとトクザクラは最後の直線での末脚を武器とするタイプだったのに、両馬とも直線に入った頃にはバテてしまっていた。トクザクラはなんとか4着に入ったが、シンモエダケは6着に終わった。
レースを制したのは、ずっとインコースを回って目立たない位置にいた、人気薄のアチーブスターである。アチーブスターは桜花賞出走時の通算戦績が15戦2勝、未勝利戦を勝ち上がるまでに8戦を要し、オープン戦の優勝歴もなく、前走の阪神4歳牝馬特別4着が最良という成績だった。アチーブスターは、本命馬シンモエダケを出走させた田之上勲調教師の所属馬だったのだが、田之上はシンモエダケが直線で伸びを欠く姿にショックを受けていて、勝った馬がなんであるかを知らず、その優勝馬が自分の管理馬であることにもしばらく気づかなかったという。
アチーブスターの勝因は「絶妙な位置と追い出しの勝利（志摩直人）」と、騎手の武邦彦による好騎乗によるものとする声が多くあげられた一方、人気の2頭のコンディションが悪かったという指摘も行われた。シンモエダケは大事をとって休ませすぎて体重が重すぎ、トクザクラはハードワークがたたって体重が落ちていたのだという。アチーブスターの勝利は「本当に漁夫の利（日本経済新聞・千草伊三郎）」「過去の桜花賞馬で勝率が1割台というのはおそらくない（報知新聞・後藤田正人）」と評価された。

### オークスへ向けて
ところが、桜花賞馬アチーブスターは、優駿牝馬（オークス）には出ることができなかった。桜花賞や優駿牝馬といったクラシック競走では、「クラシック登録」といって、競走の2年前からレースの直前まで4度に渡って登録料を納めて事前登録を行わなければならない。しかしアチーブスターは、第3回登録を行う4歳1月の時点で、8戦目にしてやっと未勝利戦を勝ったばかりだった。地元で行われる桜花賞の登録は一応済ませてあったが、東京競馬場で行われる優駿牝馬の登録は行っていなかった。「とても関東へ行くほどの成績をあげるとは思わなかったのだろう（宇佐美恒雄）」「当たり前だよ。未勝利と200万条件だけで、特別勝ってないんだ（朝日新聞・大島輝久）」と伝えられている。第3回の登録料は3000円で、優駿牝馬の優勝賞金が2300万円だったので、「3000円をケチって2300万円を逃す」と報じた新聞もあった。
6月11日に東京競馬場で、優駿牝馬（オークス）の本番3週前となる前哨戦、4歳牝馬特別（オークストライアル）（芝1800メートル）が行われた。関東ナンバーワンとされていたトクザクラは、大目標の優駿牝馬を見据えて体調の回復に専念するためこのトライアルは見送りすることになった。オークス出走権のない桜花賞馬アチーブスターもいなかった。関西のナンバーワンとされていたシンモエダケは遠征してきたが、桜花賞の時と同じように状態はいまひとつとみられた。このためタカイホーマは単勝1.5倍と人気を集めることになった。
レースは序盤からハイペースで進んだが、これを先行集団で楽に追走したタカイホーマが、直線の坂の下で簡単に抜け出し、楽に勝った。走破タイムは1分49秒2と速く、スピード血統らしい稀に見る好タイムだった。シンモエダケは7着に終わり、ほかに人気になっていたナオユキやセンコウミドリも奮わなかった。
タカイホーマは「強さが再認識された（サンケイスポーツ・岩村光恭）」と高く評価され、もしも桜花賞に出走していれば「制覇できていたであろうはず（サンケイスポーツ・岩村光恭）」と持ち上げられた。
一方で、ゴール前で2着のタケフブキに1馬身差まで詰め寄られたことから「勝ち振りがあまりよくなかったと聞いた（加藤みどり）」という声もあった。タカイホーマに騎乗していた大崎昭一も「2着に来たのがタケフブキとは…」との談話を残している。タケフブキは以前、トクザクラに7馬身離されて負けている馬であり、このレースでも12頭中最低人気と低評価の馬に過ぎなかった。（タケフブキに対する低評価について文芸評論家の武蔵野次郎は、オークスの後に「こんな強い馬を知らなかったファンのほうがどうかしてる」と語った。）
そして、タカイホーマのスピードは高く評価されたものの、2400メートルに距離が伸びる優駿牝馬（オークス）では、血統的にいかにも距離が長過ぎるだろうと評された。タカイホーマの勝ちっぷりを「一点の非も打ちどころのない」としたサンケイスポーツの岩村光恭も、「オークス馬への可能性はかなり薄い」とした。シーズン当初から、距離が伸びれば長距離血統のシンモエダケが強いだろうと言われており、オークス出走権のないアチーブスターの騎手だった武邦彦が、オークスではシンモエダケに騎乗するだろうとも報じられ、シンモエダケ優勢の見方がされていた。
ところが結局、「東西の両横綱」のはずのトクザクラとシンモエダケは、コンディションが悪いまま復調せず、7月のオークスには出ないことになった。

### 7月のオークス
こうして、時期外れの7月2日の優駿牝馬（芝2400メートル）では、血統から来る距離不安説があったものの、タカイホーマが1番人気となった。注目は「タカイホーマがどう長丁場を克服するか（武蔵野次郎）」だった。トライアル4着のナオユキが2番人気で、同2着のタケフブキと9着のセンコウミドリが差のない3番・4番人気となった。
レースはまたしてもスタートからキョウエイグリーンが逃げた。人気の一角センコウミドリがこれを2番手で追いかけるが、第2コーナー付近で馬群がバラけたところで、センコウクインが抑えきれなくなってあがっていってしまった。同馬主・同厩舎であるセンコウミドリは味方同士での「潰し合い」を避けて先をセンコウクインに譲り、キョウエイグリーンも2番手に抑えた。センコウクインは後続を離して飛ばし続け、前半5ハロン（1000メートル）の通過タイムは60秒1、9ハロン（1800メートル）の通過タイムは1分50秒9と、2400メートルのレースのラップタイムとしては稀に見る早さとなった。
このハイペースのため、タカイホーマは普段よりもやや抑えて中団を進んだ。第3コーナーから最終コーナーを中団でまわり、直線に入ってタカイホーマが抜け出し先頭にたった。タカイホーマが「そのままゴールするかと思われたが（福田喜久男）」、タカイホーマをさらに後ろでマークしていたタケフブキが「目覚ましいばかりのゴボウ抜き（武蔵野次郎）」で大外から一気に伸び、タカイホーマを抜き去った。ゴールまでのあいだに両馬の差は少しずつ開き、最終的に1馬身半差でタケフブキが優勝、タカイホーマは2着となった。タケフブキの走破タイムは2分28秒8と、優駿牝馬のレースレコードとなった。

### 日本短波賞
このあと、タカイホーマは7月末の日本短波賞（東京競馬場・芝1800メートル）に出走した。この競走にはイシノヒカルやハクホオショウら関東の4歳牡馬トップクラスが集い、「関東四歳陣のいわばNo.1を競う」一戦となった。
タカイホーマは13頭の出走馬のなかで唯一の牝馬だったが、イシノヒカルに次ぐ2番人気に支持された。3番人気は3度のレコード勝ちをもつスガノホマレであった。スガノホマレは実績からするとハクホオショウらよりも下だったのだが、騎乗していた野平祐二騎手の現役最多勝利数記録樹立に王手がかかっており、人気を集めたものだった。そのスガノホマレが直線で最後方から追い込んで、12頭全馬をまとめてかわして勝ち、競馬場は野平騎手の記録達成に湧いた。タカイホーマは先行策からしぶとく伸びて3着に入った。敗れたとはいえ、一流牡馬に伍して上位に入ったタカイホーマには改めて高評価が与えられた。文芸評論家で『優駿』に連載を持つ武蔵野次郎はタカイホーマについて「四歳No1牝馬と認められている」としている。

### クイーンステークス
秋競馬が始まると、タカイホーマは9月17日のクイーンステークス（中山競馬場・芝2000メートル）に出走した。収得賞金による加増重量のため、タカイホーマだけは他馬より2kgから3kg重い55kgを背負った。このレースにはキョウエイグリーンも出走し、2頭の強豪に、夏の間に力をつけた新興勢力が挑むという図式になった。
レースはスタートと同時にキョウエイグリーンが先頭に立ってリードした。キョウエイグリーンは2番手以降に2馬身から3馬身の差をつけて逃げ、最終コーナーをまわって最後の直線に入ると、後続を突き放した。しかし、後方に控えていたタカイホーマが一気に伸びてきて、残り100メートルあたりでキョウエイグリーンを捉えると、さらに2馬身差をつけて勝ち、単勝1.8倍の人気に応えた。「タカイホーマの強さばかりが目立（共同通信・山田信夫）」ち、タカイホーマは「秋の四歳牝馬No.1の位置を確定した（武蔵野次郎）」「秋の女王の座についた（共同通信・山田信夫）」と言われるまでになった。

### 京都牝馬特別
タカイホーマは関西に遠征し、10月29日の京都牝馬特別（京都競馬場・芝1600メートル）に出走、初めての古馬との挑戦になった。同世代で「関西ナンバーワン」とされていたシンモエダケや、桜花賞を制したアチーブスターも出てきた。タカイホーマは、出走16頭のなかで最も重い斤量となる55kgを背負わされたにもかかわらず、圧倒的な1番人気となった。1600メートル戦に実績のあるフセノスズラン、3連勝中のウキミドリといった古馬陣がこれに続いたものの、単勝支持率は大きく離れていた。4歳勢のシンモエダケは6番人気、アチーブスターは10番人気と低評価に留まった。
レースは全馬がほとんどひとかたまりとなって進んだ。2番人気のフセノスズランが2番手につけ、タカイホーマは5番手から6番手の位置取りで、馬群の外側にいた。古馬の有力馬がそのタカイホーマをマークして控えていた。
最終コーナーをまわって最後の直線に入るとフセノスズランが先頭に立った。タカイホーマは外を回って追い込んできた。しかし、最終コーナーでうまくインコースをついたセブンアローが内側から一気に伸びてきて、大外からはカツヤヨイも迫ってきた。ゴールまで残り50メートルのあたりで、この4頭の接戦になった。ゴールではタカイホーマが僅かに遅れ、残り3頭はほぼ並んでゴールした。勝ったのはセブンアロー、ハナ差の2着にカツヤヨイ、さらにハナ差の3着にフセノスズランとなり、タカイホーマはクビ差の4着だった。結果からすると、4歳のタカイホーマにとっては、まだ「古馬の壁は厚かった（新大阪新聞・河野寛）」。

### ビクトリアカップでの死
3回目となるビクトリアカップは格式こそクラシック競走ではないが、1着賞金は2100万円と桜花賞やオークスと同水準であり、4歳牝馬にとっての大レースだった。とは言え、京都競馬場では前週に関西での秋の最大のレースである菊花賞が行われたばかりで、ビクトリアカップ当日の入場者数は菊花賞に及ばない6万5000人あまりとなった。馬券の売り上げも菊花賞の10分の1ほどにとどまった。
タカイホーマは、関東から遠征したただ1頭の出走馬となった。関西勢では、夏の札幌競馬で力をつけてきたタイラップが2番人気に推された。春の早い時期には「関西ナンバーワン」と呼ばれていたシンモエダケが3番人気、オークスで離れた3着だったカンツォーネが4番人気と続いた。だが、タカイホーマの単勝はこの3頭を合わせたよりも売れていて、圧倒的な1番人気になっていた。桜花賞優勝のアチーブスターも出ていたものの、桜花賞のあと休養を挟んで秋に復帰したあとの7着、6着、9着といいところがなく、5番人気でしかなかった。
公式発表による馬場状態は「稍重」だったが、秋晴れに恵まれて芝は「信じられないほどに」乾いていた。観客スタンド前のホームストレッチから発走してまもなく、大方の予想通りシュウエイホープが先頭に立った。が、これに続く2番手の位置につけたのが、普段は後方待機策をとるアチーブスターだった。これは意表をついた先行策であり、観客はどよめいた。レースはこの2頭が後続を3馬身ほど離して進み、前半6ハロン（1200メートル）の通過タイムが1分18秒6と、桜花賞やオークスのときとは打って変わってスローペースになった。タカイホーマは中団に控えた形になり、ほかの有力馬のほとんどがタカイホーマをマークする形で中団から後方に下げた。結果的には、この位置取りが勝負を分けることになった。

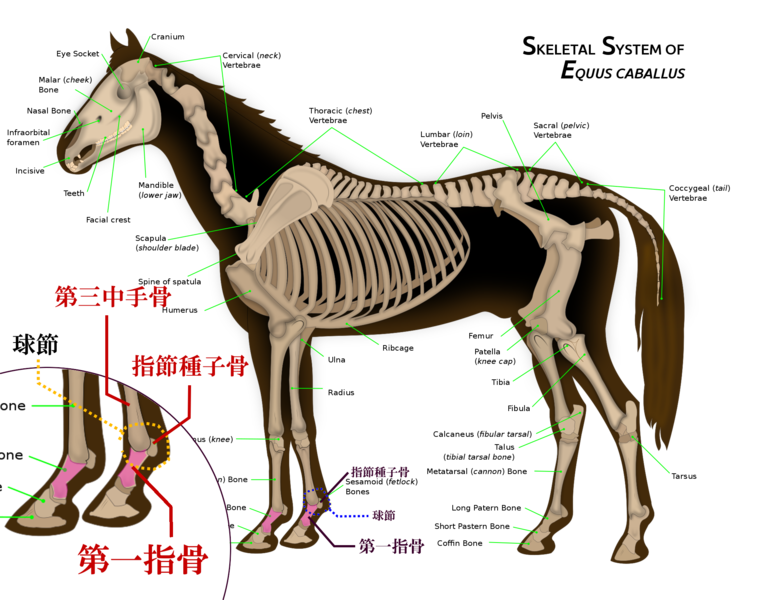
球節と第一指骨

京都競馬場は向こう正面の後半から第3コーナー付近にかけて上り坂になっており、そこが「勝負どころ」とされている。各馬は順調に隊列を組んで走ってきたのだが、第3コーナーでこれが大きく乱れた。中団を走っていたタカイホーマが突如失速して一気に最後方まで下がり、タカイホーマをマークしていた有力馬は軒並みそのあおりを受け、後手を踏むことになった。スローペースを利して楽に先行していたアチーブスターは最後の直線に入っても余力を充分に残しており、タカイホーマのアクシデントの影響を受けた後続各馬の追い込みをかわして逃げ切った。桜花賞のときと同じように、アチーブスターの勝因はレース展開をよみきった武邦彦騎手の「好騎乗にあずかるところが大きかった」とされた。
タカイホーマは、第3コーナーの時点で骨折していたという。そこで停止することができず、片脚が不如意のままさらに1ハロン（200メートル）あまりも駆けてしまった。しかし、脚が不自由な状態で第4コーナーを曲がりきることができず、「くずれるように」転倒し、落馬してしまった。タカイホーマの症状は、両脚の第一指関節完全脱臼に加え、右後ろ脚にも浅屈腱断裂を起こしていた。それだけでも競走馬にとっては完全に致命傷であるが、折れた骨が心臓に刺さってしまい、出血多量で死亡した。

### その後
| 1972年（昭和47年） フリーハンデ（4歳牝馬の部） |                    |
| ハンデ                                         | 馬名               |
| 56                                             | アチーブスター     |
| 56                                             | シンモエダケ       |
| 55                                             | タカイホーマ       |
| 55                                             | タケフブキ         |
| 55                                             | トクザクラ         |
| 53                                             | カンツォーネ       |
| 53                                             | キョウエイグリーン |
| 53                                             | タイラップ         |
| 52                                             | センコウミドリ     |
| 52                                             | ハジメローズ       |

桜花賞とビクトリアカップという2つの大レースを制したアチーブスターだが、そのあと12月に阪神牝馬特別に出て11着と大敗した。オークス馬のタケフブキは、オークスのあと長く休み、11月に関東で復帰したものの12着、4着といいところがなかった。春まで「関東ナンバーワン」と呼ばれていたトクザクラは桜花賞で負けたあと秋まで休み、11月に復帰して牝馬東京タイムズ杯とダービー卿チャレンジトロフィーの2レースで古馬を破って連勝した。これらの成績を受けて、この年の最優秀4歳牝馬の選考は紛糾した。
当時の選考方法は、各委員が1位馬と2位馬を投票する方式になっており、アチーブスターは「1位」票が最多だったものの、2位を含めた合計得点ではトクザクラのほうが上だった。委員はアチーブスター派とトクザクラ派に真っ二つに割れて譲らず、議論は平行線を辿ったままだった。結局、2頭を選出するという提案が行われ、安易な2頭選出は悪しき前例になるという批判もあったものの、異例の2頭同時受賞となった。
この年のフリーハンデでは、タカイホーマはアチーブスターと並ぶものとして評価された。選考者のあいだでは、アチーブスターを上にみる者、両者を同点とみる者、「実力ではタカイホーマが一番」とする者がいた。最終的には桜花賞とビクトリアカップ優勝のタイトルを重視し、アチーブスターが首位、シンモエダケも同点とした。タカイホーマ、タケフブキ、トクザクラはそれより1キロ下にランクされた。

## 血統表
| タカイホーマの血統                                              | タカイホーマの血統 | タカイホーマの血統 | タカイホーマの血統 | 血統表の出典 |
| 父系                                                            | グレイソヴリン系＜ナスルーラ系＜ネアルコ系＜ファロス系＜ファラリス系＜サイリーン系＜ベンドア系＜ストックウェル系＜エクリプス系＜ダーレーアラビアン系 | グレイソヴリン系＜ナスルーラ系＜ネアルコ系＜ファロス系＜ファラリス系＜サイリーン系＜ベンドア系＜ストックウェル系＜エクリプス系＜ダーレーアラビアン系 | グレイソヴリン系＜ナスルーラ系＜ネアルコ系＜ファロス系＜ファラリス系＜サイリーン系＜ベンドア系＜ストックウェル系＜エクリプス系＜ダーレーアラビアン系 | グレイソヴリン系＜ナスルーラ系＜ネアルコ系＜ファロス系＜ファラリス系＜サイリーン系＜ベンドア系＜ストックウェル系＜エクリプス系＜ダーレーアラビアン系 |
| 父 *スパニッシュイクスプレス Spanish Express 1962生 鹿毛 愛国産 | 父の父Sovereign Path 1956生 芦毛 愛国産 | Grey Sovereign | Nasrullah | Nearco Mumtaz Begum |
| 父 *スパニッシュイクスプレス Spanish Express 1962生 鹿毛 愛国産 | 父の父Sovereign Path 1956生 芦毛 愛国産 | Grey Sovereign | Kong | Baytown Clang |
| 父 *スパニッシュイクスプレス Spanish Express 1962生 鹿毛 愛国産 | 父の父Sovereign Path 1956生 芦毛 愛国産 | Mountain Path | Bobsleigh | Gainsborough Toboggan |
| 父 *スパニッシュイクスプレス Spanish Express 1962生 鹿毛 愛国産 | 父の父Sovereign Path 1956生 芦毛 愛国産 | Mountain Path | Path of Peace | Winalot Grand Peace |
| 父 *スパニッシュイクスプレス Spanish Express 1962生 鹿毛 愛国産 | 父の母Sage Femme 1954生 栗毛 英国産 | Le Sage | Chamossaire | Precipitation Snowberry |
| 父 *スパニッシュイクスプレス Spanish Express 1962生 鹿毛 愛国産 | 父の母Sage Femme 1954生 栗毛 英国産 | Le Sage | Miss Know All | Rhodes Scholar Dalmary |
| 父 *スパニッシュイクスプレス Spanish Express 1962生 鹿毛 愛国産 | 父の母Sage Femme 1954生 栗毛 英国産 | Sylvia's Grove | Fairway | Phalaris Scapa Flow |
| 父 *スパニッシュイクスプレス Spanish Express 1962生 鹿毛 愛国産 | 父の母Sage Femme 1954生 栗毛 英国産 | Sylvia's Grove | Trustful | Bachelor's Double Credenda |
| 母 ホマレタカイ 1960生 鹿毛 日本産                              | 母の父ハクリヨウ 1950生 鹿毛 日本産 | *プリメロ | Blandford | Swynford Blanche |
| 母 ホマレタカイ 1960生 鹿毛 日本産                              | 母の父ハクリヨウ 1950生 鹿毛 日本産 | *プリメロ | Athasi | Farasi Athgreany |
| 母 ホマレタカイ 1960生 鹿毛 日本産                              | 母の父ハクリヨウ 1950生 鹿毛 日本産 | 第四バツカナムビューチー | *ダイオライト | Diophon Needle Rock |
| 母 ホマレタカイ 1960生 鹿毛 日本産                              | 母の父ハクリヨウ 1950生 鹿毛 日本産 | 第四バツカナムビューチー | バツカナムビューチー | *シアンモア 第三ビューチフルドリーマー |
| 母 ホマレタカイ 1960生 鹿毛 日本産                              | 母の母シマノオー 1953生 鹿毛 日本産 | クモハタ | *トウルヌソル | Gainsborough Soliste |
| 母 ホマレタカイ 1960生 鹿毛 日本産                              | 母の母シマノオー 1953生 鹿毛 日本産 | クモハタ | *星旗 | Gnome Tuscan Maiden |
| 母 ホマレタカイ 1960生 鹿毛 日本産                              | 母の母シマノオー 1953生 鹿毛 日本産 | 昇正 | *ダイオライト | Diophon Needle Rock |
| 母 ホマレタカイ 1960生 鹿毛 日本産                              | 母の母シマノオー 1953生 鹿毛 日本産 | 昇正 | *種正 | Junior Enthusiast's Last |
| 母系(F-No.)                                                     | 種正系 5号族(5-h) | 種正系 5号族(5-h) | 種正系 5号族(5-h) | [ 30 ] |
| 5代内の近親交配                                                 | ダイオライト 4×4、Gainsborough 5×5 | ダイオライト 4×4、Gainsborough 5×5 | ダイオライト 4×4、Gainsborough 5×5 | [ 30 ] |

妹ヒカルオーバーの仔には5戦2勝の成績ながら血統を買われて種牡馬入りしたダイイチボーイや、東海の強豪マックスフリート・ダービーグランプリ優勝馬ナリタホマレの母ヒカリホマレがいる。